# Arnoldo Foà
Arnoldo Foà (24. januar 1916 - 11. januar 2014) var en italiensk skuespiller, instruktør, dubber, sanger og forfatter.